# Меч, Сергей Павлович
Серге́й Па́влович Меч (25 января [6 февраля] 1848, Смоленск, Российская империя — 21 сентября 1936, Гжатск, Западная область, РСФСР, СССР) — географ-методист, педагог, писатель, публицист.

## Биография
Сергей Павлович Меч родился 25 января (6 февраля) 1848 года в Смоленске, в семье Павла Николаевича Меча (1816—1894), штаб-лекаря, доктора медицины. Младший брат — Александр Павлович Меч (1854—1884), кандидат естественных наук. Брат отца — Илья Николаевич Меч (1809—ок. 1869), автор исторических сочинений.
В 1865 году окончил мужскую классическую гимназию в Тобольске, а в 1870 — естественнонаучное отделение физико-математического факультета Московского университета. Свыше 30 лет преподавал в гимназиях и других учебных заведениях Москвы. Выступал с публичными лекциями по географии; публиковал очерки и этюды, написанные в результате путешествий по России и другим странам. Уроки и лекции Меча, методически тщательно подготовленные, отличались живостью изложения даже сложного научного материала, доступностью, — и принесли автору широкую известность среди педагогов. За образность языка и чистоту стиля его называли певцом географии.
В 1902 году он оставил преподавательскую деятельность и жил в своей усадьбе, занимаясь литературным трудом. В 1912 году С. П. Меч оставил преподавательскую деятельность. После двух личных трагедий (смерть сына и жены) он переехал в приобретенную в 150 км к западу от Москвы дом-усадьбу «Марьино» близ Гжатска (ныне Гагарин). Здесь он занимался литературным трудом, связанным, главным образом, с изданием своих учебных книг до конца жизни — 21 сентября 1936 года.
2-й брак — Надежда Евгеньевна Артынова (1880—после 1950). Детей в браке не было. 

## Научный вклад
Географию Меч рассматривал как «живую науку о живой Земле», обладавшую значительным образовательным и воспитательным потенциалом. Эту особенность он стремился передать соответствующей системой преподавания географии, как школьного предмета. Главным считал развитие у учащихся на примерах «типичных местностей Земли» ясных представлений о геологическо-географических явлениях и процессах, навыков осмысления географических данных упражнением не механической, а образной памяти, воображения и индукции. С этих позиций, он придавал большое значение как рассказу учителя, так и использованию карт, настенных картин, диапозитивов, а также — экскурсиям. Ориентировал свою методику на формирование мышления учащихся, устойчивого интереса к учению, к самостоятельной исследовательской и творческой деятельности. Эти принципы Меч реализовал в ряде книг и учебников, которые не получили одобрения Министерства народного просвещения, но были популярны у учащихся и педагогов.
Его уроки, лекции и учебные книги отличались популярным изложением сложных научных материалов

### Публикации
- В 1887 он опубликовал книгу «Россия. Учебник отечественной географии» (к 1917 г. — свыше 30 переизданий). Традиционный материал Меч освещал лаконично, доходчиво и систематично, в единстве всех компонентов географического описания каждой территории (геологической истории, климата, почв, рек и озёр, растительности и животного мира) подводя читателя к целостному восприятию хозяйственной жизни и быта населения, которые были даны в мастерски обрисованных литературных этюдах. В книге помещены значительное число картосхем и фотоиллюстраций, в большинстве своём выполненных Мечом, а также репродукции некоторых живописных и графических произведений.
- В 1888 выпустил оригинальную тематическую хрестоматию «Россия. Географический сборник для чтения в семье и школе». Вместе с учебником, она составила единый учебный комплект (в 1923 вышло 15-е переиздание сборника, впоследствии ещё раз переработанное для трудовой школы).
- В 1898 вышли также «Географические этюды. Сборник чтений по всеобщей географии», освещавшие зарубежные страны.
- Свыше 20 изданий (до 1924 года) выдержали «Первые уроки географии», написанные в жанре бесед с детьми об окружающем мире.
- Внимание педагогов также привлекла книга «Маленькая география России» (1906, 1916) — опыт лаконичного (76 стр.) описания в учебных целях всех территорий России.
- Метод, идеи Меча, наиболее подробно освещённые им в лекции «География как наука и как учебный предмет» (1892), вызывали значительный интерес и, вместе с тем, сомнения педагогов в возможностях обеспечения полноценных знаний по предмету. С позиций современной психологико-педагогической науки, наследие Меча нельзя считать до конца исследованным[6].

### Интересный факт
Сергей Павлович Меч был одним из первых публицистов, принёсших в Россию информацию о шведском столе; вот как он писал об этом, по достоинству оценив новшество, с которым познакомился в железнодорожном буфете:

Вы входите в буфет — прислуги никакой. Буфетчик или буфетчица не обращают на вас никакого внимания. На столе стоят кушанья, стоят тарелки и лежат вилки, ножи и ложки. Вы сами берете себе чего хотите — всё равно обед стоит 2 франка. Когда Вы насытитесь, Вы отдаёте 2 франка и уходите.

### Сочинения
- «Россия. Учебник отечественной географии» (1887; к 1917 г. — свыше 30 переизданий).
- Тематическая хрестоматия «Россия. Географический сборник для чтения в семье и школе». (1888; 15 переизданий + переработанное)
- «Первые уроки географии» (20 переизданий до 1924 г.)
- «Центральная Азия», M.; Уроки географии Европы, М., 1914[7];
- «Географические этюды. Семь публичных лекций», M., 1911[7];
- «Финляндия», 1887. 
  - 3-е изд.— Москва : типо-лит. т-ва И. Н. Кушнерев и К° 1901, 115 с;
- «Альпы», M., 1916[7];
- «Палестина и Аравия», М., 1915[8];
- «Маленькая география России» (1906, 1916, 76 стр.)
- «Солнце, его строение и силы, из него исходящие», M., 1932.
- Меч, Сергей Павлович. Австралия : Георг. очерк / Сергей Меч. — Москва : типо-лит. И. Н. Кушнерева и К°, 1886. — 162 с.; 17.
- Меч, Сергей Павлович. Австралия и Тасмания / Сергей Меч.
  - 2-е изд., испр. — Москва : типо-лит. т-ва И. Н. Кушнерев и К°, 1896. — 150 с.; 18.
  - 4-е изд., испр. — Москва : типо-лит. т-ва И. Н. Кушнерев и К°, 1902. — 151 с.; 18.
  - 5-е изд. — Москва : типо-лит. т-ва И. Н. Кушнерев и К°, 1904. — 151 с.; 20.
  - 6-е изд. — Москва : типо-лит. т-ва И. Н. Кушнерев и К°, 1906. — 151 с.; 17.
  - 7-е изд. — Москва : типо-лит. т-ва И. Н. Кушнерев и К°, 1910. — 152 с.;
  - 8-е изд. — Москва : типо-лит. т-ва И. Н. Кушнерев и К°, 1913. — 151 с.; 17.
- и другие.